# سینماهای مگاپلکس
سینماهای مگاپلکس (انگلیسی: Megaplex Theatres) یک گروه سینمایی در کشور ایالات متحده آمریکا است.
این شرکت که در سال ۱۹۹۹ تأسیس شده دارای ۱۹ مجموعه سینمایی و ۱۹۷ سالن می‌باشد.

## سینماها
| نام                   | مکان               | تأسیس | سالن‌ها |
| --------------------- | ------------------ | ----- | ------ |
| Jordan Commons        | سندی، یوتا         | ۱۹۹۹  | ۲۰     |
| The Gateway           | سالت‌لیک‌سیتی        | ۲۰۰۱  | ۱۲     |
| Thanksgiving Point    | لحی، یوتا          | ۲۰۰۵  | ۱۷     |
| The District          | ساوت جردن، یوتا    | ۲۰۰۶  | ۲۰     |
| The Junction          | اودن، یوتا         | ۲۰۰۷  | ۱۳     |
| Legacy Crossing       | سنترویل، یوتا      | ۲۰۱۱  | ۱۴     |
| Fiddler               | سدارسیتی، یوتا     | ۲۰۱۲  | ۶      |
| Stadium               | سدارسیتی، یوتا     | ۲۰۱۲  | ۸      |
| Providence Stadium    | لوگان، یوتا        | ۲۰۱۲  | ۸      |
| University Stadium    | لوگان، یوتا        | ۲۰۱۲  | ۶      |
| North Main            | لوگان، یوتا        | ۲۰۱۲  | ۵      |
| Main Street           | سنت جرج، یوتا      | ۲۰۱۲  | ۶      |
| Pineview Stadium      | سنت جرج، یوتا      | ۲۰۱۲  | ۱۰     |
| Washington Red Cliffs | سنت جرج، یوتا      | ۲۰۱۲  | ۴      |
| Sunset Stadium        | سنت جرج، یوتا      | ۲۰۱۲  | ۸      |
| Stadium               | مسکیت، نوادا       | ۲۰۱۲  | ۶      |
| Valley Fair Mall      | وست ولی سیتی، یوتا | ۲۰۱۲  | ۱۵     |
| Geneva                | وینیارد، یوتا      | ۲۰۱۵  | ۱۳     |
| Cottonwood            | هال‌لیدی            | ۲۰۱۷  | ۶      |